# Chiesa di Sant'Andrea Apostolo (Tombolo)
La chiesa di Sant'Andrea Apostolo è la parrocchiale di Tombolo, in provincia di Padova e diocesi di Treviso; fa parte del vicariato di Castello di Godego.

## Storia

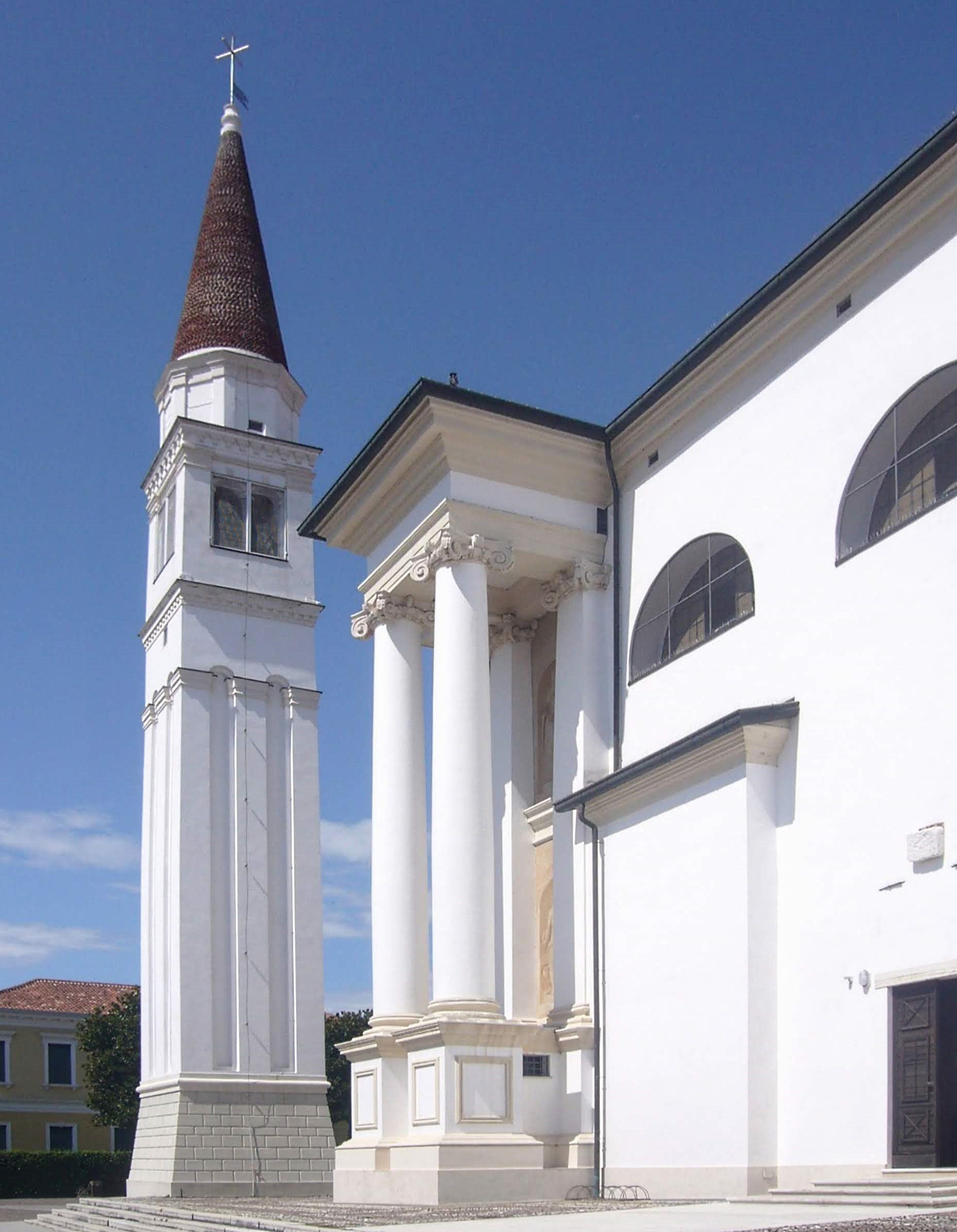
Il campanile

Già nel 1085 Tombolo risultava sede di una pieve, la quale era dedicata a sant'Abramo.
La prima pietra della nuova parrocchiale venne posta nel 1756; l'edificio, progettato dal castellano Francesco Maria Preti, fu portato a termine nel 1774.
L'edificio venne ingrandito tra il 1791 e il 1818 tramite la realizzazione dell'abside e del transetto; in quest'occasione l'interno fu abbellito con delle colonne.
Poco dopo la metà del XIX secolo si provvide a rifare il portale d'ingresso; negli anni trenta del secolo successivo venne edificato un vano di servizio, mentre nel 1940 fu costruita la sagrestia.
L'abside venne poi restaurata tra il 2004 e il 2007.

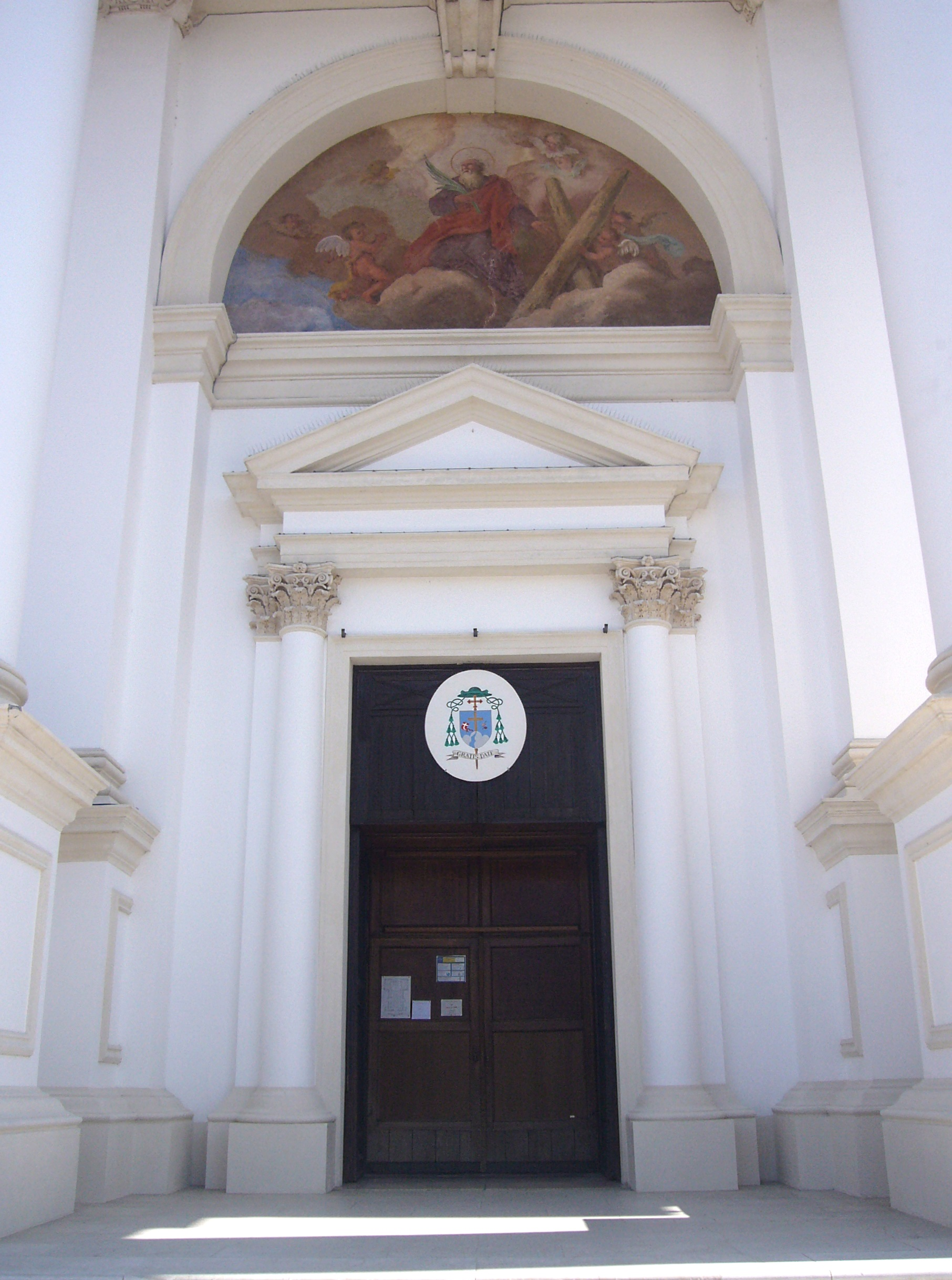
Particolare della facciata

## Descrizione

### Esterno
La facciata a capanna della chiesa, rivolta ad occidente e anticipata dal pronao tetrastilo d'ordine ionico, il cui frontone è abbellito da un affresco, presenta al centro il portale d'ingresso, sormontato dal timpano triangolare e da un dipinto ritraente la Gloria di Sant'Andrea, e ai lati due coppie di semicolonne corinzie.
Vicino alla parrocchiale si erge su un alto basamento a scarpa il campanile a pianta quadrata; la cella presenta su ogni lato una bifora ed è coronata dalla guglia a base circolare poggiante sul tamburo ottagonale.

### Interno
L'interno dell'edificio si compone di una grande navata centrale e da due navatelle laterali, divise da colonne sorreggenti la trabeazione sopra la quale s'imposta la volta; al termine dell'aula si sviluppa il presbiterio a pianta quadrata, a sua volta chiuso dall'abside semicircolare.
L'opera di maggior pregio qui conservata è una statua lignea della Madonna, legata ad eventi miracolosi avvenuti tra il maggio e il luglio del 1624.